# Acqua azzurra, acqua chiara
«Acqua azzurra, acqua chiara» (с итал. — «Голубая вода, чистая вода») — песня итальянского певица Лучо Баттисти, написанная им на слова Могола. Песня была выпущена как сингл 28 марта 1969 года и поднялась до третьей строчки в итальянском хит-параде.
Премьера песни состоялась в телешоу Ренцо Арборе Speciale per voi, где Арборе убедил Баттисти и Могола предпочесть эту песню в качестве дополнительной части сингла вместо «Dieci ragazze». Песня заняла третье место в «Кантаджиро» 1969 года, уступив «Rose Rosse» Массимо Раньери и «Viso d’angelo» I Camaleonti, а также выиграла «Фестивальбар».

## Список композиций
7"-сингл
A. «Acqua azzurra, acqua chiara» — 3:38
B. «Dieci ragazze» — 2:59

## Чарты
| Чарты (1969)             | Высшая позиция |
| ------------------------ | -------------- |
| Италия (Musica e dischi) | 3              |

## Сертификации и продажи
| Регион                                                                      | Сертификация | Продажи |
| --------------------------------------------------------------------------- | ------------ | ------- |
| Италия (FIMI)                                                               | Золотой      | 35 000  |
| Данные о продажах + прослушиваниях приведены только на основе сертификации. |              |         |

## Кавер-версии
Среди исполнителей, исполнивших кавер на эту песню, есть Мина, Рафаэлла Карра, Марчелла Белла, Formula 3, Андреа Мингарди.